# Myonycteris
Genre
Myonycteris est un genre de chauves-souris. Les trois espèces du genre ont une répartition uniquement africaine,. Ce genre est caractérisé entre autres par des oreilles pointues et une collerette au niveau du cou.

## Liste des espèces
- Myonycteris brachycephala (Bocage, 1889)
- Myonycteris relicta Bergmans, 1980 - roussette du Kenya
- Myonycteris torquata (Dobson, 1878)